# Lijst van Hongaarse plaatsnamen in het district Mureș
Dit is een lijst van de Hongaarse namen van dorpen en communa's in het district Mureș, Transsylvanië, Roemenië met erachter het Roemeense toponiem.
Deze lijst is niet compleet, u kan helpen door hem aan te vullen.